# Federación Malaya en los Juegos Olímpicos de Roma 1960
Federación Malaya estuvo representada en los Juegos Olímpicos de Roma 1960 por nueve deportistas masculinos que compitieron en cuatro deportes.
El portador de la bandera en la ceremonia de apertura fue el atleta Shahrudin Mohamed Ali. El equipo olímpico no obtuvo ninguna medalla en estos Juegos.